# Quarenta
Quarenta é o número natural depois do 39 e antes do 41. Os seus divisores são 1, 2, 4, 5, 8, 10, 20 e 40.
É o sétimo número abundante.
Pode ser escrito de três formas distintas como a soma de dois números primos: {\displaystyle 40=3+37=11+29=17+23\,}. Veja conjectura de Goldbach.

## Outras ocorrências
- O elemento zircônio possui o 40 como número atômico.[2]